# Escarpin
« Stilettos » redirige ici.  Pour le groupe musical, voir Stilettos (groupe).
À l'origine un escarpin est une chaussure à fine semelle avec ou sans talon. Cette chaussure est dite « décolletée » car elle laisse apparaître le cou-de-pied.
Étymologiquement son nom vient de l'italien scarpino (petite chaussure), dérivant de scarpa (chaussure). De nos jours le terme désigne le plus souvent des chaussures féminines à talons hauts.
Au Québec, le terme employé est souvent « talon haut ».
Il existe plusieurs types d'escarpins, par exemple : l'escarpin trotteur, avec un bout rond et un talon épais.

## Histoire

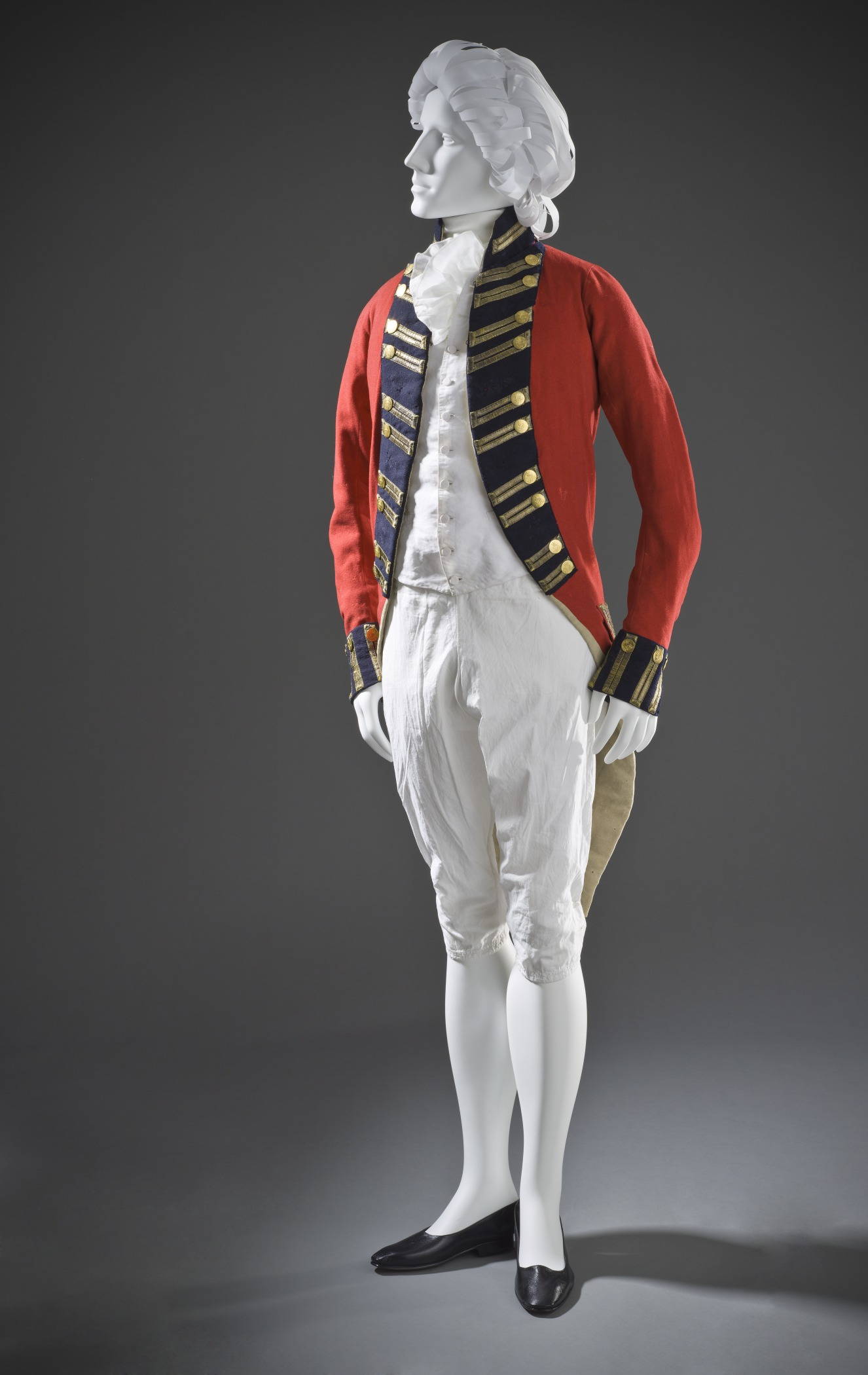
Escarpins faisant partie d'un uniforme d'officier britannique tout à la fin du XVIIIe siècle.

Si l'escarpin est depuis le XIXe siècle et le XXe siècle un type de chaussures exclusivement féminin, il habillait autrefois les valets qui étaient obligés de garder les pieds crispés pour maintenir la chaussure en place. À l'origine plat et léger, l'escarpin prend initialement le nom de pompe. Au milieu du XIVe siècle, ce nom fut en effet attribué à ce type de chaussure en raison du bruit qu'elles produisent lorsqu'on marche, bruit similaire à celui qu'on entend lorsqu'on cire les parquets.[pas clair]. Sous la Restauration et sous Louis-Philippe, il est porté aussi bien par les femmes que par les hommes pour les bals dans un modèle verni et bordé d'un galon de soie. L'aspect élégant des escarpins séduit les femmes du XVIIIe siècle qui l'ornent de dentelle et de rubans, puis les créateurs lui ajoutent un talon. 

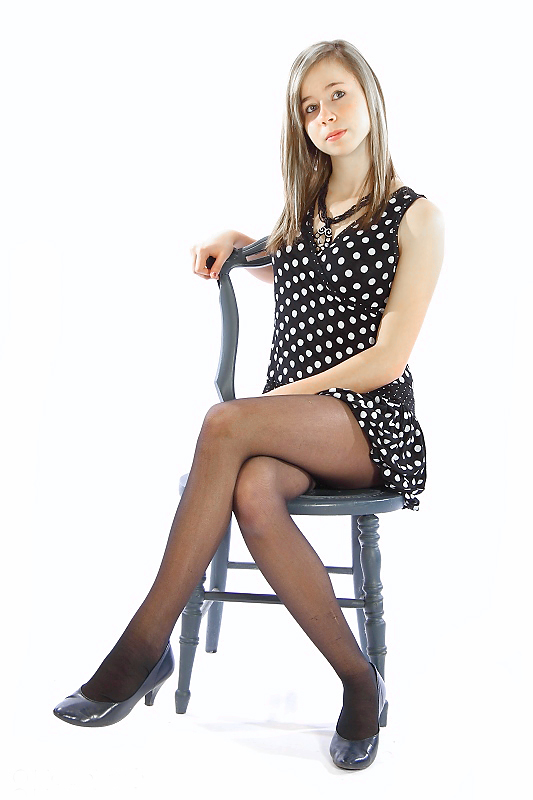
Escarpins à bout rond.

Pendant la Seconde Guerre mondiale, les restrictions empêchent les créateurs de trouver les matériaux conventionnellement utilisés pour les escarpins. De nouveaux matériaux jusqu'alors peu utilisés, comme le liège ou le plastique, remplacent le bois du talon. Au début des années 1950, l'escarpin à talon aiguille fait son entrée en Italie. La tendance de l’escarpin est relancée en France en 1947 lors d'un défilé de mode de Christian Dior. Ce type de chaussure devient dès lors un des attributs majeurs de la silhouette New Look, affirmant la féminité et soulignant la silhouette svelte des mannequins. La version bicolore proposée par Chanel et Massaro est très appréciée. Dans les années qui suivent, Jackie Kennedy choisit d'assortir l'ensemble de ses tenues aux escarpins. Le soulier, objet de prestige et affirmant une position sociale élevée, est vite arboré par de nombreuses premières dames. Les Françaises, premières consommatrices de chaussures d'Europe, achètent en moyenne six paires d'escarpins par an. En 2005, 105 millions de paires d'escarpin ont été vendues dans le monde.
Les escarpins à talon actuels acquièrent leur notoriété avec de grands créateurs tels que Salvatore Ferragamo et Charles Jourdan. Les escarpins font toujours l'objet de recherches dans l'industrie de la mode.

## Caractéristiques

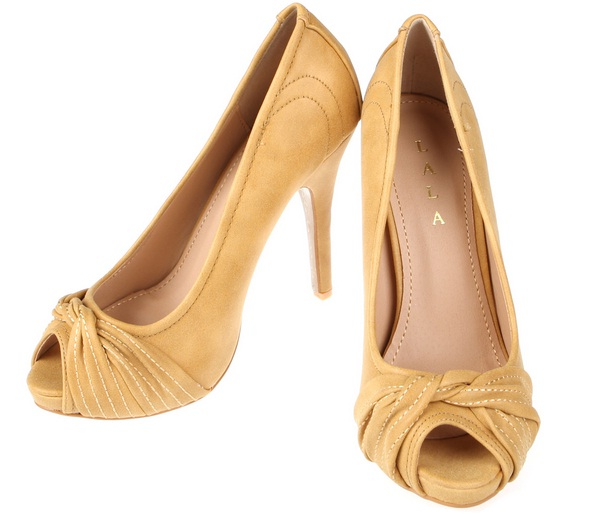
Escarpins à talon aiguille.

L'escarpin ne comporte pas de système de fermeture et s'enfile en glissant le pied dedans. Il peut parfois être ouvert au bout. Celui-ci peut être carré (ou « coupé »), pointu (voire effilé sur certains modèles), ou en ogive.
Il est parfois équipé d'une bride enserrant la cheville. Cette bride peut être simple, double, croisée sur le cou-de-pied, agrémentée d'ornements divers (clous de strass, chaînettes, perles…), voire suffisamment large, sur certains modèles (5 cm), pour accueillir deux petites boucles.
Le talon mesure au minimum quatre centimètres. S'il est très long (plus de 10 cm) et très fin on parle aussi de stiletto ou talon aiguille.

## Usage
Considéré comme élégant, l'escarpin se porte en ville ou en soirée, par exemple avec un tailleur ou une robe habillée.
De nos jours, la mode ayant démocratisé cet accessoire, l'escarpin est couramment porté en journée, avec une tenue décontractée, telle qu'un jean par exemple.

## Anecdotes
- Sergio Rossi a créé une paire d'escarpins en cuir de crocodile recouverts de feuilles d'or, ce qui en fait une pièce d'orfèvrerie. Cette paire possède une sœur jumelle, recouverte d'argent[3].
- L'escarpin, en tant qu'objet raffiné et symbole d'une certaine élégance féminine, peut être l'objet d'un certain fétichisme.